# Lehmann (Santa Fé)
Lehmann é uma comuna da província de Santa Fé, na Argentina.